# Levnadsintyg
Levnadsintyg är ett intyg som krävs av svenska försäkringskassan för att förvissa sig om en förmånsmottagare är vid liv.
Intyget skickas årligen ut till de personer, som är berättigade till förmånen och är bosatta utomlands. Intyget ska undertecknas av den berättigade personen och intygas av vissa angivna myndigheter respektive institutioner. Reglerna finns i Socialförsäkringslagen (1999:799).
Exempel på förmåner där levnadsintyg kan vara aktuell är utbetalning av ålderspension, sjuk- eller aktivitetsersättning, efterlevandepension. 